# Amtsgericht Reetz
Das Amtsgericht Reetz war ein preußisches Amtsgericht mit Sitz in Reetz, Provinz Brandenburg.

## Geschichte
Seit 1849 bestanden in Preußen Kreisgerichte. Das Kreisgericht Friedeberg in der Neumark war dem Appellationsgericht Frankfurt a. d. Oder nachgeordnet. In Reetz bestand eine Zweigstelle (Gerichtskommission) des Kreisgerichts Friedeberg. Im Rahmen der Reichsjustizgesetze wurden diese Gerichte 1879 aufgehoben. Das königlich preußische Amtsgericht Reetz wurde mit Wirkung zum 1. Oktober 1879 als eines von 14 Amtsgerichten im Bezirk des Landgerichtes Landsberg a.W. im Bezirk des Kammergerichtes gebildet. Der Sitz des Gerichts war die Stadt Reetz. Sein Gerichtsbezirk umfasste aus dem Landkreis Arnswalde den Stadtbezirk Reetz und die Amtsbezirke Reetz Reetzheide und Zühlsdorf sowie der Gemeindebezirk und Gutsbezirk Pammin aus dem Amtsbezirk Pammin. Am Gericht bestand 1880 eine Richterstelle. Das Amtsgericht war damit ein kleines Amtsgericht im Landgerichtsbezirk.
Im Jahre 1945 wurde der Sprengel des Gerichtes unter polnische Verwaltung gestellt. Das Amtsgericht Reetz musste entsprechend seine Tätigkeit einstellen.